# 新加坡文化奖
新加坡文化奖（英語：Cultural Medallion）是一个新加坡文化领域的奖项。

## 历史
1979年设立，旨在奖励在舞蹈、戏剧、文学、音乐、摄影、艺术和电影领域为新加坡作出杰出贡献人士。也是新加坡文化界最高荣誉奖。获奖者可以申请最高8万新加坡元作为艺术奖金资助创作。